# Nymphon inerme
Nymphon inerme är en havsspindelart som beskrevs av Fage, L. 1956. Nymphon inerme ingår i släktet Nymphon och familjen Nymphonidae. Inga underarter finns listade i Catalogue of Life.